# Erik Moreno
Erick Moreno (Bagadó, Chocó, Colombia; 24 de noviembre de 1991) es un futbolista colombiano. Juega como centro delantero. Su actual equipo es el Santa Luċija de Malta.

## Trayectoria

### Deportivo Pereira
Moreno debutó profesionalmente gracias a la oportunidad del entrenador y presentador deportivo Adrián Magnoli (que se encontraba como interino), en el Deportivo Pereira en la temporada 2009, como uno de los jugadores utilizados para cumplir la norma sub-20 que obligaba a los equipos colombianos a empezar cada partido con un jugador de esta edad.
Con el Pereira jugó diez partidos y no logró anotar aunque su buen nivel deportivo lo llevó a que al culminar la temporada uno de los clubes más grandes de Colombia como Millonarios comprara su pase en 2 mil dólares ($COP 4 millones de pesos colombianos).

### Millonarios
Para el inicio del año 2010, Moreno pasó a Millonarios y ha jugado algunos partidos de la Copa Colombia 2010, como de la Primera A.

 En 2011 se consolidó como parte de la nómina en el equipo profesional, siendo campeón de la Copa Colombia 2011, marcando cinco goles (Academia, Centauros, Deportes Tolima y doblete a Junior en semifinal), además de jugar varios partidos en el Torneo Finalización.
Para la temporada siguiente, tuvo un rendimiento muy por debajo que el demostrado en el año anterior marcando 6 goles en 34 partidos del año y quedando como tercer delantero de Millonarios en el primer semestre detrás de Humberto Osorio Botello y Wilberto Cosme, ya para el segundo semestre quedaría como cuarto delantero detrás de Wason Renteria, Jorge Perlaza y del mismo Wilberto Cosme. En diciembre de 2012 se corona campeón de la Torneo Finalización con Millonarios.
Al inicio de la temporada 2013, su equipo jugaría la superliga de campeones contra Independiente Santa Fe la cual perderían con un global de 3 a 1, también jugaron la Copa Libertadores 2015 (donde solo jugó 1 partido) quedando eliminados en el último puesto del grupo; también inicia como suplente de los delanteros Wason Renteria, Freddy Montero, Jorge Perlaza y del juvenil Yuber Asprilla, no obstante con las lesiones de los dos últimos y el bajo nivel de Renteria, se afianza como titular llegando a marcar 6 goles en 15 partidos (12 de ellos como titular) y volviéndose un titular indiscutible junto a Freddy Montero como la dupla de delanteros. Luego de su muy buen primer semestre con Millonarios (7 goles en 21 partidos), el 11 de julio se hace oficial el interés del Estudiantes de la Plata de Argentina en ficharlo. Luego de su fallido traspaso al club Estudiantes de La Plata, por diferencias económicas entre los clubes, vuelve a ser suplente al inicio de semestre marcando solo 1 gol en la fase regular de torneo finalización, ya en los cuadrangulares semifinales se convierte en el jugador más destacado de Millonarios (sobre jugadores como Wason Renteria y Dayro Moreno) marcando 4 goles en los 6 juegos que disputó el club, no obstante Millonarios tuvo un pésimo cuadrangular ganando solo 2 juegos y quedando eliminado a falta de 2 fechas de la final. Al finalizar el 2013 consiguió 15 goles en 49 partidos consolidándose como figura del club y siendo considerado para un traspaso al fútbol del extranjero debido a su buen rendimiento. Ya en el 2014, no fue inscrito para jugar la liga apertura en Colombia debido a que fue traspasado al Sporting Braga. Cabe destacar también que durante su paso por Millonarios fue relacionado con los clubes Rayo Vallecano de España y el Udinese Calcio de Italia.

### Sporting Braga
A finales de enero de 2014, Millonarios alcanzó un acuerdo con el Sporting Braga de Portugal para la venta del 80% del pase del jugador firmando un contrato de 4 temporadas y media. En el club portugués se encontró con el también colombiano Felipe Pardo. Marca su primer gol en Portugal en la vigésima fecha del fútbol luso en el empate a dos del Braga con el Arouca jugando solamente los últimos 8 minutos de juego marcando el empate definitivo del juego. Juega su primer partido como titular con el Braga en el empate a un gol frente al Académica en la fecha 23 del torneo luso jugando 59 minutos del partido.

### Panetolikos
En el segundo semestre del 2014 fue cedido en calidad de préstamo al equipo griego Panetolikos,

El 24 de octubre de 2014 marcaría triplete en la victoria de su equipo 3 a 1 sobre Panathinaikos FC. Terminaría su temporada con seis goles en 17 partidos.

### Real Valladolid
El 31 de agosto de 2015 cuando se cerraban los traspasos del mercado de fichajes fue confirmado que Erick Moreno sería cedido al Real Valladolid de la Segunda División de España.
En su primer partido juega 23 minutos frente al Real Oviedo en la Copa del Rey.

### CD Tondela
El 19 de enero de 2016 sería confirmada su cesión al CD Tondela para lo que resta de temporada.
Su debut sería el 24 de enero en la derrota 1-2 frente al Boavista FC jugando 25 minutos. Su primer gol lo marcaría el 21 de febrero en la derrota de su equipo 4 a 3 por el Marítimo.
El 31 de agosto se hace oficial su préstamo por una temporada más desde el Sporting Braga. Su primer gol en la temporada 2016/17 sería el 30 de septiembre en la victoria de su club 2 a 1 sobre Pacos de Ferreira.

### Cúcuta Deportivo
El 17 de enero es presentado como nuevo jugador del Cúcuta Deportivo de la Categoría Primera B confirmando su regreso después de cuatro años a Colombia.

### UD Oliveirense
En julio de 2018 es confirmado como refuerzo del União Desportiva Oliveirense de la Liga de Honra de Portugal. Su primer gol lo marca el 23 de septiembre dándole el empate a un gol a su club frente al FC Porto B.

## Clubes
| Club              | País                 | Año         |
| ----------------- | -------------------- | ----------- |
| Deportivo Pereira | Colombia             | 2009        |
| Millonarios       | Colombia             | 2010 - 2013 |
| Sporting Braga    | Portugal             | 2014        |
| Panetolikos       | Grecia               | 2014 - 2015 |
| Real Valladolid   | España               | 2015        |
| Tondela           | Portugal             | 2016 - 2017 |
| Cúcuta Deportivo  | Colombia             | 2018        |
| Oliveirense       | Portugal             | 2018 - 2019 |
| Levadia Tallinn   | Estonia              | 2019 - 2020 |
| Valledupar FC     | Colombia             | 2021        |
| Cibao             | República Dominicana | 2022        |
| Santa Luċija      | Malta                | 2022        |

## Estadísticas
| Deportivo Pereira · Colombia |               |               |     |    |    |    |   |     |     |      |      |
| 1.ª | 2009          | 8             | 0   | 2  | 0  | —  | — | 10  | 0   | 0    |      |
| Total club | Total club    | 8             | 0   | 2  | 0  | 0  | 0 | 10  | 0   | 0    |      |
| Millonarios · Colombia |               |               |     |    |    |    |   |     |     |      |      |
| 1.ª | 2010          | 1             | 0   | 1  | 0  | —  | — | 2   | 0   | 0    |      |
| 1.ª | 2011          | 19            | 4   | 11 | 5  | —  | — | 30  | 9   | 0,30 |      |
| 1.ª | 2012          | 23            | 4   | 10 | 2  | 1  | 0 | 34  | 6   | 0,18 |      |
| 1.ª | 2013          | 35            | 10  | 13 | 5  | 1  | 0 | 49  | 15  | 0,31 |      |
| Total club | Total club    | 78            | 18  | 35 | 12 | 2  | 0 | 115 | 30  | 0,26 |      |
| S.C. Braga Portugal |               |               |     |    |    |    |   |     |     |      |      |
| 1.ª | 2013/14       | 8             | 2   | 2  | 0  | 0  | 0 | 10  | 2   | 0,20 |      |
| Total club | Total club    | 8             | 2   | 2  | 0  | 0  | 0 | 10  | 2   | 0,20 |      |
| Panetolikos FC · Grecia |               |               |     |    |    |    |   |     |     |      |      |
| 1.ª | 2014/15       | 15            | 6   | 2  | 0  | —  | — | 17  | 6   | 0,35 |      |
| Total club | Total club    | 15            | 6   | 2  | 0  | 0  | 0 | 17  | 6   | 0,35 |      |
| Real Valladolid · España |               |               |     |    |    |    |   |     |     |      |      |
| 2.ª | 2015/16       | 1             | 0   | 0  | 0  | —  | — | 1   | 0   | 0,00 |      |
| Total club | Total club    | 1             | 0   | 0  | 0  | 0  | 0 | 1   | 0   | 0,00 |      |
| CD Tondela Portugal |               |               |     |    |    |    |   |     |     |      |      |
| 1.ª | 2015/16       | 12            | 1   | 0  | 0  | —  | — | 12  | 1   | 0,10 |      |
| 1.ª | 2016/17       | 13            | 1   | 2  | 2  | —  | — | 15  | 3   | 0,25 |      |
| Total club | Total club    | 25            | 2   | 2  | 2  | 0  | 0 | 27  | 4   | 0,16 |      |
| UD Oliveirense Portugal | 2.ª           | 2018-19       | 18  | 1  | —  | —  | — | —   | 18  | 1    | 0,0  |
| UD Oliveirense Portugal | Total club    | Total club    | 18  | 1  | 0  | 0  | 0 | 0   | 18  | 1    | 0,0  |
| Levadia Tallinn Estonia | 1.ª           | 2019-20       | 12  | 2  | —  | —  | 1 | 0   | 13  | 2    | 0,0  |
| Levadia Tallinn Estonia | Total club    | Total club    | 12  | 2  | 0  | 0  | 1 | 0   | 13  | 2    | 0,0  |
| Total carrera | Total carrera | Total carrera | 141 | 31 | 41 | 14 | 3 | 0   | 184 | 45   | 0,24 |
| (1) Incluye datos de la Copa Colombia (2010-2013), Superliga de Colombia (2012), Copa de la liga (2013/14), Copa de Grecia (2014/15). (2) Incluye datos de la Copa Sudamericana 2012, Copa Libertadores 2013 y UEFA Europa League 2019-20. (3) Media de goles por encuentro. No incluye goles en partidos amistosos. |               |               |     |    |    |    |   |     |     |      |      |

- Fuente:  fichajes.com

## Palmarés

### Campeonatos nacionales
| Título              | Club        | País     | Año  |
| ------------------- | ----------- | -------- | ---- |
| Copa Colombia       | Millonarios | Colombia | 2011 |
| Torneo Finalización | Millonarios | Colombia | 2012 |